# Nintendo Switch - Modello OLED
Nintendo Switch - Modello OLED è una console per videogiochi annunciata da Nintendo il 6 luglio 2021 e commercializzata a partire dall'8 ottobre 2021, lo stesso giorno di Metroid Dread. Si tratta di una nuova versione della console Nintendo Switch e ha caratteristiche differenti da Nintendo Switch Lite.

## Caratteristiche
A differenza dei modelli precedenti, lo schermo con touch screen capacitivo non è più LCD ma OLED e viene aumentato da 6,2 a 7 pollici, con una cornice più sottile e sempre con una risoluzione di 1280 x 720 pixel per le modalità tavolo e portatile, 1920 x 1080 pixel per la modalità TV con collegamento HDMI. La memoria interna, espandibile tramite microSD, viene aumentata da 32 a 64 GB.
Il dock è leggermente più largo ed è compatibile con Nintendo Switch. Ha una cover posteriore removibile e introduce una porta LAN per sessioni di gioco online più stabili. Lo stand posteriore, molto più grande di quello di Nintendo Switch, consente di regolare l'angolo di inclinazione della console quando si gioca in modalità da tavolo.
Data la maggiore dimensione dello schermo, gli altoparlanti sono stati completamente riprogettati e adottano una soluzione chiusa "closed-type" e non più "open", come dichiarato dagli sviluppatori.

## Accoglienza
La console è stata lanciata al prezzo di 349,99 $ negli Stati Uniti d'America e 349,99 € in Europa ed è stata accolta positivamente per la qualità dello schermo OLED, la cornice più sottile, la presenza della porta LAN e la memoria interna raddoppiata a 64 GB.
Riviste di settore fanno presente che le tecnologie OLED, come lo schermo della console, siano soggette a un difetto noto come "Burn-in", che potrebbe palesarsi dopo mesi di utilizzo intensivo. Si discute inoltre di come Nintendo non sia riuscita a risolvere alcuni problemi riguardanti i controller Joy-Con, visto che Nintendo Switch - Modello OLED non introduce modifiche sostanziali sul lato controller.
Le vendite di Nintendo Switch - Modello OLED sono state le più alte della famiglia Switch sia nel Q4 (quarto trimestre) che nell'intero anno fiscale 2024, con 1,15 milioni di unità nel quarto trimestre e 9,32 milioni nell'intero anno fiscale. Alla fine del quarto trimestre 2024, Nintendo Switch registra 93,98 milioni di unità vendute totali, Nintendo Switch Lite 23,53 milioni e Nintendo Switch - Modello OLED 24,34 milioni.